# Millard House

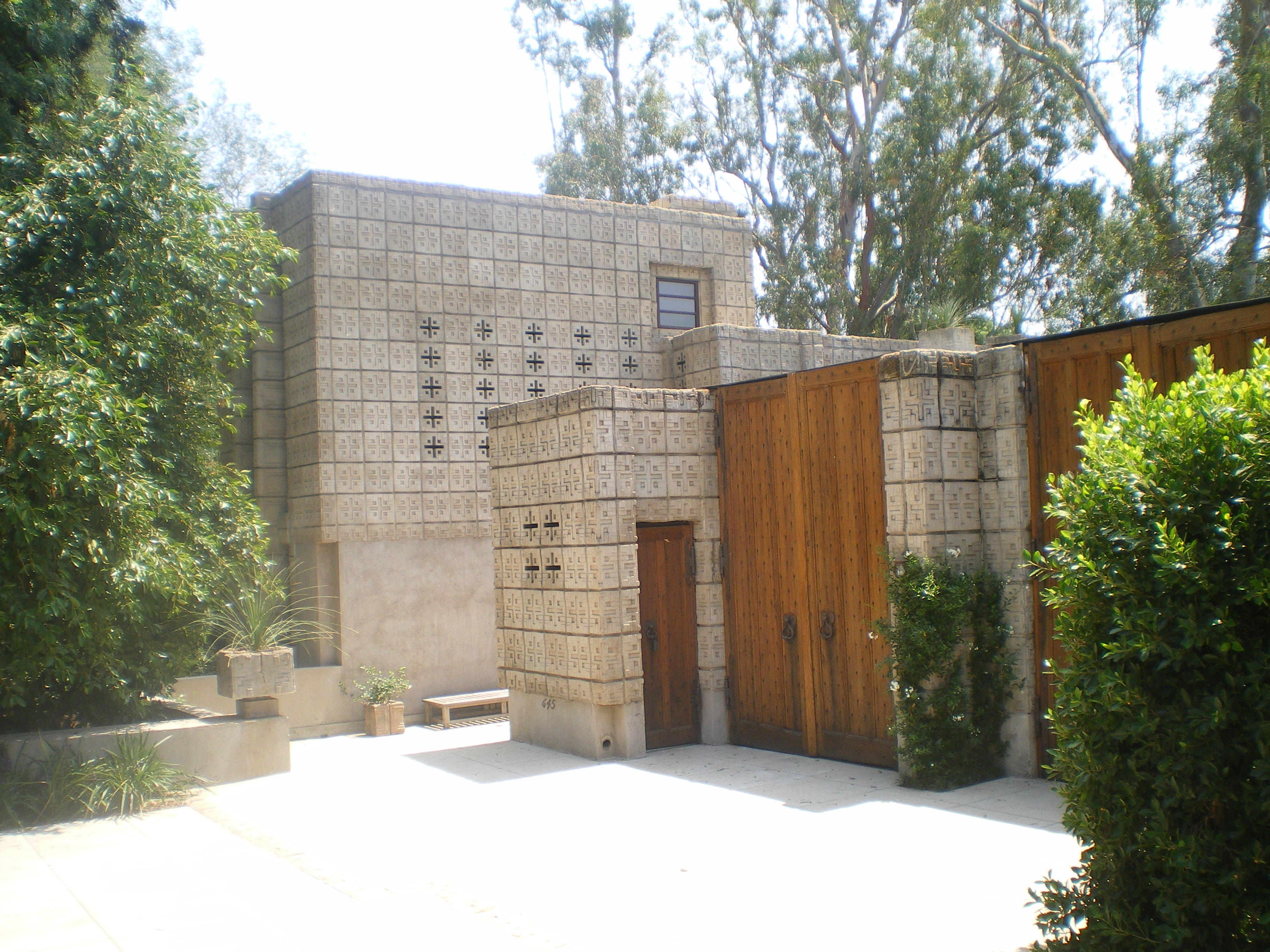
Millard House (Aufnahme vom Juli 2008)

Das Millard House, auch unter dem Namen La Miniatura bekannt, ist ein Wohnhaus, das Frank Lloyd Wright 1923 entwarf und in Pasadena in Kalifornien erbaute. Es wurde am 12. Dezember 1976 als Baudenkmal in das National Register of Historic Places eingetragen.

## WrightsTextile-Block-Häuser

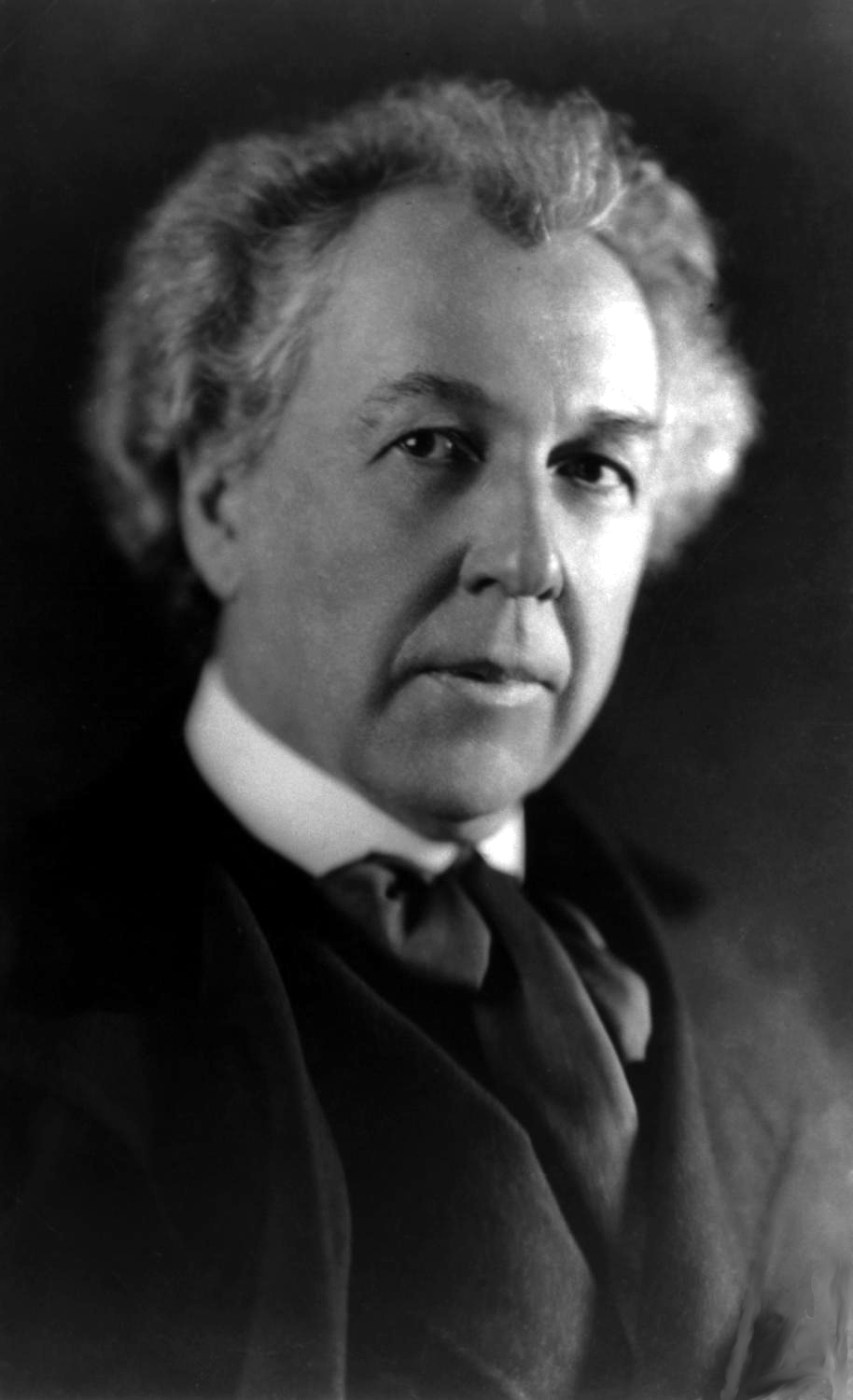
Frank Lloyd Wright

Das Millard House war das erste von vier gleichartigen Wohnhäusern, die Frank Lloyd Wright 1923 und 1924 im Los Angeles County projektierte. Wright arbeitete am Millard House, nachdem er die Arbeit am Hollyhock House in Hollywood und dem Imperial Hotel in Tokio beendet hatte.
Zu diesem Zeitpunkt fühlte sich Wright als Architekt zu sehr auf den Prairie Style fixiert und versuchte, seine architektonischen Visionen zu erweitern. Wright wendete sich dem Betonblock als seinem neuen bevorzugten Baumaterial zu. In seiner Autobiographie schrieb er, dass er sich für Betonblocksteine entschied, weil sie das „billigste (und hässlichste) Ding in der Bauwelt“ waren und er sehen wollte, was „mit diesem Rinnsteinmaterial gemacht werden konnte“. Die vier Häuser wurden als textile-block house bezeichnet, weil die Betonwände brokatstoffähnlich strukturiert waren. Der Stil war ein Experiment Wrights im Bezug auf modulares Bauen; er suchte eine günstige und einfache Methode des Bauens, die es normalen Menschen ermöglichte, ihre eigenen Häuser mit vorgefertigten Steinblöcken zu bauen. Durch das Hinzufügen von Ornamenten zu den massengefertigten Steinen erhoffte sich Wright ein „Mauermaterial, das zu einer großen Vielfalt der architektonischen Schönheit fähig war“. Ein Autor beschrieb Wrights Konzept wie folgt: „Durch das Vereinen von Dekoration und Funktion, Exterieur und Interieur, Erde und Himmel — durchbrochene Blöcke dienten als Oberlichter — sah Wright seinen Ansatz der ‚Textile Block Method‘ als einen äußerst modernen und demokratischen Ausdruck seines organischen Architekturideals an.“

## Design des Millard House’

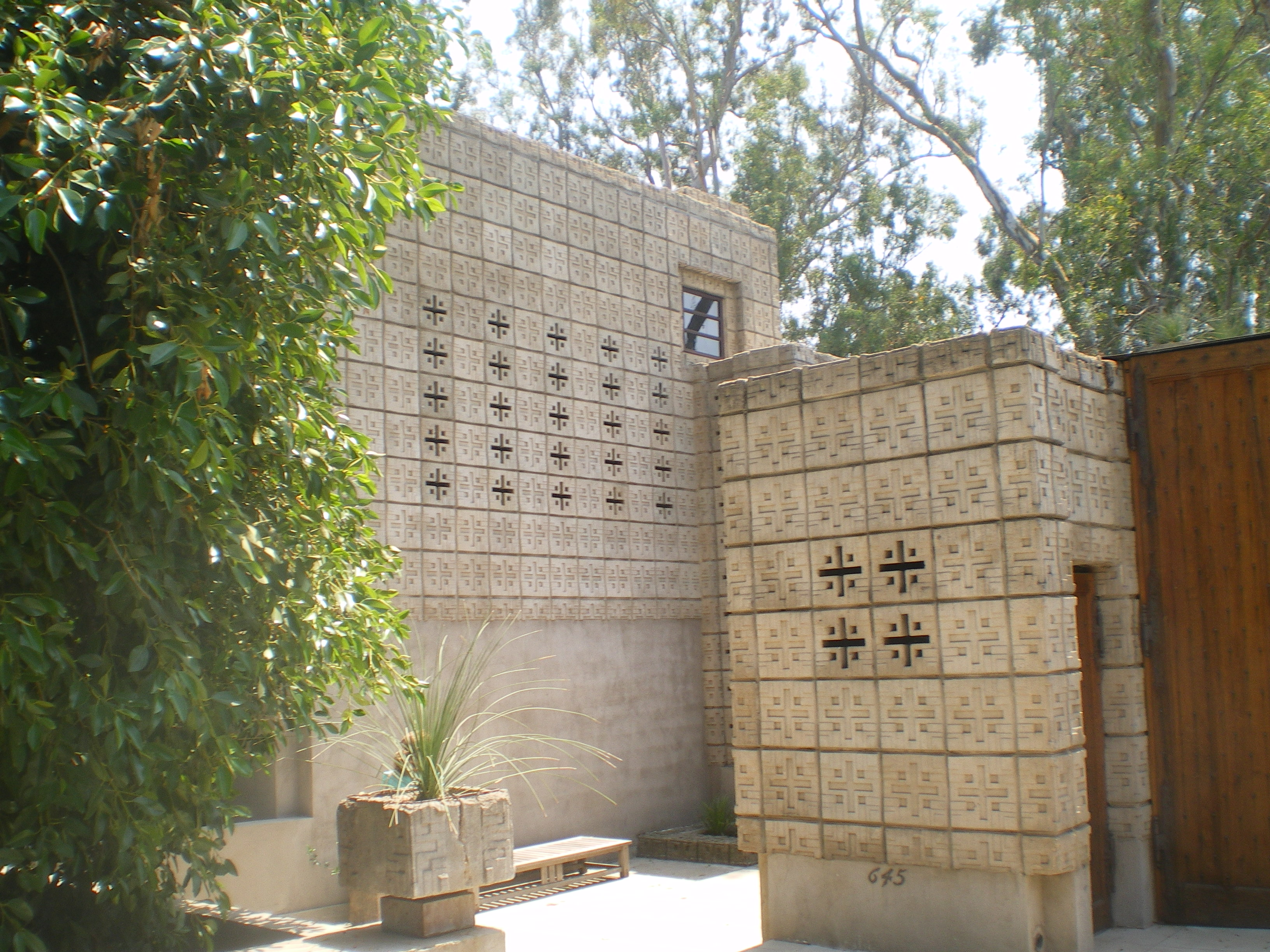
Millard House, 2008

Zum Bau des Hauses wurde Wright durch Alice Millard, eine Händlerin seltener Bücher, beauftragt, für die er schon 1906 in Highland Park in Illinois ein Wohnhaus gebaut hat. Wright versuchte, das Millard House mit dem Land in Einklang zu bringen, auf dem es entstehen sollte. Der Entwurf berücksichtigte die starke Neigung des Grundstückes. Er platzierte das Haus zwischen den Bäumen und ließ die Betonblöcke aus Sand, Kies und Steinen herstellen, die sich auf dem Grundstück fanden. Durch die Verwendung von rohstrukturierten, erdfarbenen Blöcken versuchte er, das Haus auf die Farbe und Form der Bäume und der Landschaft abzustimmen. Obwohl der Bau weitgehend ein Bruch mit den meisten früheren Arbeiten Wrights war, blieb er konsistent mit seiner lebenslangen Liebe zu natürlichen Materialien und zu seiner Ansicht, dass Gebäude ihrer Umgebung schmeicheln sollten. Später sagte er, dass das Millard House „zu dem Grundstück gehörte, auf dem es stand“.
Die Steinblöcke entstanden in hölzernen Formen und waren auf der Außenseite gemustert und glatt im Inneren. Die Fläche wurde durch ein Kreuz geteilt, sodass sich in jeder Ecke ein Quadrat befand. Das Projekt kostete 17.000 US-Dollar. Wright überschritt damit das Budget, das ihm Alice Millard zur Verfügung gestellt hatte, um siebzig Prozent. In manchen Berichten heißt es, dass die Bauherrin davongelaufen sei und es Wright überließ, das Projekt auf eigene Kosten fertigzustellen.
Das rund 220 Quadratmeter große Gebäude ist ein dreistöckiger Block. Im ersten Stock befindet sich die Küche, ein Bedienstetenzimmer und ein Speiseraum, der sich zu einer Terrasse mit einem reflektierenden Wasserbecken öffnet. In der zweiten Etage befindet sich der Haupteingang, ein Gästezimmer sowie das sich über zwei Stockwerke erstreckende Wohnzimmer mit offenem Kamin und Balkon. Im dritten Stock befand sich Millards Schlafzimmer mit einem Balkon, von dem aus man den Überblick über das Wohnzimmer hat, und einer außenliegenden Terrasse.
Wie viele von Wrights Wohnhäusern litt auch das Millard House daran, dass es bei Regen undicht war. Nachdem das Haus einmal durch ein Unwetter überflutet wurde, schrieb Millard 1933 an Wright einen Beschwerdebrief, in dem sie darauf hinwies, dass der Keller vollständig vollgelaufen war und das Wasser im Esszimmer fünfzehn Zentimeter hoch stand. Millard ließ dem Haus 1926 ein separates Studio hinzufügen, das von Wrights Sohn Lloyd Wright geplant wurde.

## Kritische Aufnahme

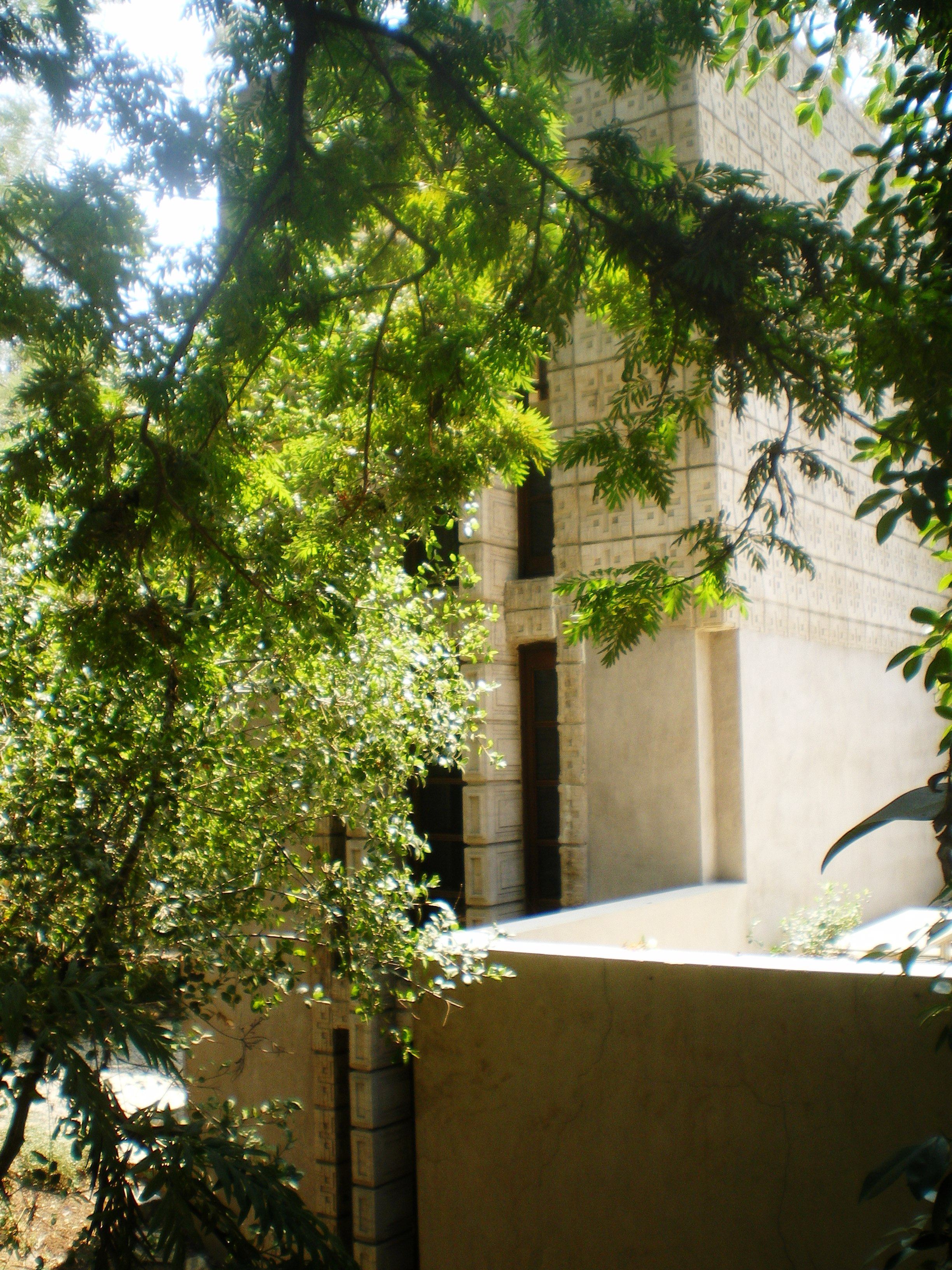
Seitenansicht, die zeigt wie sich das Gebäude am Steilhang erhebt.

Die anfängliche Reaktion auf das Millard House und die drei ähnlichen Bauwerke war nicht positiv. Die Wohnhäuser wurden mit einem heulenden Gelächter bedacht, da die an den Stil der Beaux-Arts-Architektur gewohnten Architekten entsetzt waren, dass ein gewöhnliches Baumaterial für Fassaden und Innenwände teurer Wohnhäuser verwendet wurde. In einem Artikel von The New York Times hieß es viel später über die Häuser, die Wright in den 1920er Jahren in Kalifornien baute:

„Es half nicht, dass er zu der Zeit besessen war von einer ungetesteten und (angeblichen) billigen Methode der Betonblock-Bauweise. Welche Sorte Wohlhabender, so wunderten sich viele, würde in einem solchen Haus leben wollen? Abgesehen von der freigeistigen Ölerbin Aline Barnsdall, mit der er immerwährend stritt, umfassten seine zusammengewürfelten Kunden einen Schmuckverkäufer, eine Witwe eines Antiquariatsbesitzers und einen gescheiterten Arzt.“

Wright selbst war jedoch ziemlich stolz auf das Millard House. Er sagt darüber: „Ich würde lieber dieses kleine Haus gebaut haben als den Petersdom in Rom.“ Über die Jahre wurden die Beurteilungen des Millard Houses positiver und heute gilt es als eine seiner besten Arbeiten. 1965 schrieb Art Seidenbaum in der Los Angeles Times:

„In der Umgebung ist der Ort faszinierend, weil er immer noch modern aussieht in einer Nachbarschaft, die Grazie hat, aber altert. Oder, vielleicht besser, das Millard House ist zeitlos und sein eigener Ort.“

Durch eine Jury aus zehn angesehenen Bürgern und Architekturexperten wurde das Haus 1969 zu den zwölf bedeutendsten Landmarken im Großraum Los Angeles. 1980 wies die Los Angeles Times darauf hin, dass das Millard House weltbekannt sei und unter den wenigen Gebäuden in Los Angeles sei, die zu „klassischen Werken des 20. Jahrhunderts wurden“.